# Real Madryt w sezonie 2020/2021
Sezon 2020/21 był 117. sezonem w historii Realu Madryt i 90. z rzędu sezonem tego klubu w najwyższej klasie hiszpańskiego futbolu. Obejmuje on okres od 1 września 2020 do 30 czerwca 2021 roku.

## Przebieg sezonu
Pierwszym letnim transferem była sprzedaż Achrafa Hakimiego do Interu Mediolan. Klub sprzedał również Sergio Reguilóna, Óscara Rodrígueza, Javiego Sáncheza, Dani Gómeza i Jorge de Furtosa. Wypożyczono także Takefuse Kubo do Villarrealu, Garetha Bale’a do Tottenhamu, Brahima Díaza do A.C. Milanu, Borje Mayorala do AS Romy i Jesúsa Vallejo do Granady. Klub opuścili również James Rodríguez, Luca Zidane i Alphonse Areola. Drużyny nie zasilił żaden nowy piłkarz; jedynie z wypożyczeń powrócili Martin Ødegaard, Andrij Łunin i Álvaro Odriozola, którzy uzupełnili kadrę na nowy sezon. Z uwagi na przebudowę Estadio Santiago Bernabéu Real przez cały sezon domowe spotkania rozgrywał na Estadio Alfredo Di Stéfano.
Jedynym sparingowym meczem przed rozpoczęciem rozgrywek ligowych było pokonanie Getafe 6-0. Zmagania w Primera División Królewscy rozpoczęli 20 września od bezbramkowego remisu z Realem Sociedad. Kolejne 3 mecze ligowe zespół Realu wygrał, w 5. kolejce drużyna Zinédine’a Zidane’a uległa po raz pierwszy w sezonie; Los Blancos ulegli w meczu z Cádiz CF 0-1. W Lidze Mistrzów Real trafił do grupy B razem z Interem Mediolan, Borussią Mönchengladbach oraz Szachtarem Donieck. Ci ostatni pokonali Królewskich 3-2 w pierwszym meczu tych rozgrywek. Po dwóch fatalnie zagranych meczach mało który kibic nastawiał się na dobry wynik w El Clásico. Jednakże w rozgrywanym na Camp Nou spotkaniu lepsi okazali się gracze Realu, którzy zwyciężyli 1-3 po bramkach Federica Valverdego, Sergia Ramosa i Luki Modricia; bramkę dla Barçy zdobył Ansu Fati. Po wygranym klasyku Real ponownie zawiódł w Lidze Mistrzów remisując 2-2 z Mönchengladbach. Następnie pokonał Huesce 4-1 i Inter 3-2. W spotkaniu z Valencią Real przegrał aż 4-1 po indywidualnych błędach swoich zawodników, Nietoperze zdobyli bramki po 3 rzutach karnych i samobójczym trafieniu Raphaëla Varane’a. Następny mecz Królewscy zremisowali 1-1 z Villarrealem. Następnie Real drugi raz okazał się lepszy w meczu z Interem Mediolan, jednak potem uległ zespołowi Deportivo Alavés 2-1 i ponownie przegrał z Szachtarem, tym razem 2-0. Część kibiców Realu domagała się zwolnienia Zidane’a z roli trenera Królewskich. Francuza obarczano winą za złe przygotowanie fizyczne zawodników i brak pomysłu na grę, ale mimo napiętej atmosfery w klubie pozostał on na stanowisku.
Po blamażu z ukraińskim zespołem zawodnicy Los Blancos pokonali Sevillę, a następnie przypieczętowali awans do 1/8 finału Champions League wygrywając z Borussią 2-0. 12 grudnia w derbowym pojedynku z liderującym w tabeli Atlético Madryt lepszy okazał się Real, który wygrał 2-0. Kolejne 3. mecze w lidze Królewscy również wygrali. Ostatni mecz w 2020 roku Real zremisował 1-1 z Elche. Nowy rok Los Blancos zaczęli od pokonania Celty Vigo 2-0 i remisu 0-0 z Osasuną. Półfinałowy mecz Superpucharu Hiszpanii zespół Zidane’a przegrał 1-2 z Athletic Bilbao tym samym tracąc szansę na obronienie tytułu sprzed roku. Królewscy także szybko zakończyli swoją przygodę w zmaganiach Pucharu Króla, gdzie Real przegrał po dogrywce 2-1 z trzecioligowym zespołem Alcoyano.
W zimowym okienku transferowym Real wypożyczył Lukę Jovicia do Eintrachtu, Martina Ødegaarda do Arsenalu oraz przeniesiono wypożyczenie Takefusy Kubo do Getafe.
Po odpadnięciu z Copa del Rey drużyna Zidane’a pokonała Alavés 1-4 i przegrała z Levante 1-2. Następne mecze przyniosły 4. wygrane z rzędu i 2. remisy (1-1 z Atlético Madryt i 1-1 z Realem Sociedad), co pozwoliło nadal wierzyć na dogonienie Los Colchoneros, które po świetnym początku traciło formę. W 1/8 finału Ligi Mistrzów Real okazał się lepszy od włoskiej Atalanty (4-1 w dwumeczu). Kolejne 3. mecze ligowe Królewscy wygrali i przed El Clásico zajmowali trzecią pozycję w tabeli; z dwu- i trzypunktową stratą do FC Barcelony i Atlético. Drużyna z Madrytu pokonała Blaugranę 2-1, dzięki czemu awansowała na drugie miejsce i przy równoczesnym remisie Rojiblancos w meczu z Betisem Real tracił punkt do lokalnych rywali na 8. kolejek przed końcem. W ćwierćfinale Champions League Real pokonał u siebie zespół Liverpoolu, w rewanżowym meczu na Anfield padł bezbramkowy remis i to ekipa Los Blancos awansowała dalej. Londyńska Chelsea okazała się jednak lepsza w dwumeczu z Realem i to drużyna z Anglii zagrała w finale rozgrywek. W 8. ostatnich meczach ligowych Królewscy 5-krotnie odnieśli zwycięstwo i 3 razy zremisowali, okazało się to za mało na dogonienie Atlético, które zdobyło Mistrzostwo po 7. latach przerwy. Real zgromadził ostatecznie 84 oczka i zajął drugie miejsce z 5-punktową przewagą nad Barceloną.
27 maja Zidane ogłosił odejście z klubu. Francuz podczas swojej drugiej kadencji zdobył mistrzostwo i superpuchar Hiszpanii.

## Skład
| Nr | Poz. | Piłkarz                     |
| -- | ---- | --------------------------- |
| 1  | BR   | Thibaut Courtois            |
| 2  | OB   | Dani Carvajal               |
| 3  | OB   | Éder Militão                |
| 4  | OB   | Sergio Ramos (kapitan)      |
| 5  | OB   | Raphaël Varane (4. kapitan) |
| 6  | OB   | Nacho                       |
| 7  | NA   | Eden Hazard                 |
| 8  | PO   | Toni Kroos                  |
| 9  | NA   | Karim Benzema (3. kapitan)  |
| 10 | PO   | Luka Modrić                 |
| 11 | NA   | Marco Asensio               |
| 12 | OB   | Marcelo (wicekapitan)       |
| 13 | BR   | Andrij Łunin                |

| Nr | Poz. | Piłkarz           |
| -- | ---- | ----------------- |
| 14 | PO   | Casemiro          |
| 15 | PO   | Federico Valverde |
| 17 | NA   | Lucas Vázquez     |
| 19 | OB   | Álvaro Odriozola  |
| 20 | NA   | Vinícius Júnior   |
| 22 | PO   | Isco              |
| 23 | OB   | Ferland Mendy     |
| 24 | NA   | Mariano Díaz      |
| 25 | NA   | Rodrygo Goes      |

## Mecze
zwycięstwo Realu Madryt
     remis
     zwycięstwo drużyny przeciwnej
| La Liga 220 września 2020 | Real Sociedad | 0:0 | Real Madryt |                                                             |
| 21:00                     |               |     |             | Estadio Anoeta, San Sebastián Sędzia: Juan Martínez Munuera |

| La Liga 326 września 2020 | Real Betis                     | 2:3 | Real Madryt                                                 |                                                  |
| 21:00                     | 35' A. Mandi · 37' W. Carvalho |     | 14' F. Valverde · 48' (sam.) Emerson Royal · 82k.' S. Ramos | Villamarín, Sewilla Sędzia: De Burgos Bengoetxea |
| 21:00                     | Emerson Royal 64'              |     |                                                             | Villamarín, Sewilla Sędzia: De Burgos Bengoetxea |

| La Liga 430 września 2020 | Real Madryt         | 1:0 | Real Valladolid |                                                             |
| 21:30                     | 65' Vinicius Junior |     |                 | Estadio Alfredo Di Stéfano, Madryt Sędzia: César Soto Grado |

| La Liga 54 października 2020 | Levante UD | 0:2 | Real Madryt                            |                                                                        |
| 16:00                        |            |     | Vinícius Junior 16' · K. Benzema 90+5' | Estadio Ciudad de Valencia, Walencja Sędzia: José Luis Munuera Montero |

| La Liga 617 października 2020 | Real Madryt | 0:1 | Cádiz CF         |                                                                 |
| 18:30                         |             |     | Choco Lozano 16' | Estadio Alfredo Di Stéfano, Madryt Sędzia: Santiago Jaime Latre |

| Liga Mistrzów 21 października 2020 | Real Madryt                         | 2:3 | Szachtar Donieck                                 |                                                         |
| 18:55                              | L. Modrić 54' · Vinicius Junior 59' |     | Tete 29' · R. Varane 33' (sam.) · M. Solomon 42' | Estadio Alfredo Di Stéfano, Madryt Sędzia: Jovanovic S. |

| La Liga 724 października 2020 | FC Barcelona | 1:3 | Real Madryt                                     |                                                   |
| 16:00                         | A. Fati 7'   |     | F. Valverde 5' · Ramos 63' (k.) · L. Modrić 90' | Camp Nou, Barcelona Sędzia: Juan Martínez Munuera |

| Liga Mistrzów 27 października 2020 | Borussia Mönchengladbach      | 2:2 | Real Madryt                     |                                                    |
| 21:00                              | M. Thuram 33' · M. Thuram 58' |     | K. Benzema 87' · Casemiro 90+3' | Borussia-Park, Monchengladbach Sędzia: Grinfeld O. |

| La Liga 831 października 2020 | Real Madryt                                                       | 4:1 | SD Huesca       |                                                                   |
| 14:00                         | E. Hazard 40' · K. Benzema 45' · F. Valverde 54' · K. Benzema 90' |     | D. Ferreiro 74' | Estadio Alfredo Di Stéfano, Madryt Sędzia: Pablo González Fuertes |

| Liga Mistrzów 3 listopada 2020 | Real Madryt                                 | 3:2 | Inter Mediolan                   |                                                      |
| 21:00                          | K. Benzema 25' · S. Ramos 33' · Rodrygo 80' |     | L. Martinez 35' · I. Perisic 68' | Estadio Alfredo Di Stéfano, Madryt Sędzia: Turpin C. |

| La Liga 98 listopada 2020 | Valencia CF                                                       | 4:1 | Real Madryt    |                                                      |
| 21:00                     | C. Soler 35' · R. Varane 30' (sam.) · C. Soler 54' · C. Soler 63' |     | K. Benzema 23' | Estadio Mestalla, Walencja Sędzia: Jesús Gil Manzano |

| La Liga 1021 listopada 2020 | Real Madryt     | 1:1 | Villarreal CF      |                                                              |
| 16:15                       | Mariano Díaz 2' |     | G. Moreno 76' (k.) | La Cerámica, Vila-real Sędzia: Alejandro Hernández Hernández |

| Liga Mistrzów 25 listopada 2020 | Inter Mediolan | 0:2 | Real Madryt                              |                                      |
| 21:00                           |                |     | E. Hazard 7' (k.) · A. Hakimi 59' (sam.) | San Siro, Mediolan Sędzia: Taylor A. |
| 21:00                           | 33' A. Vidal   |     |                                          | San Siro, Mediolan Sędzia: Taylor A. |

| La Liga 1128 listopada 2020 | Real Madryt | 1:2 | Deportivo Alavés              |                                                                |
| 21:00                       | Asensio 86' |     | L. Pérez 5' (k.) · Joselu 49' | Estadio Alfredo Di Stéfano, Madryt Sędzia: Adrián Cordero Vega |

| Liga Mistrzów 1 grudnia 2020 | Szachtar Donieck              | 2:0 | Real Madryt |                                                        |
| 18:55                        | Dentinho 57' · M. Solomon 82' |     |             | Stadion Olimpijski w Kijowie, Kijów Sędzia: Hategan O. |

| LaLiga 125 grudnia 2020 | Sevilla FC | 0:1 | Real Madryt     |                                                      |
| 16:15                   |            |     | 64' (sam.) Bono | Pizjuán, Sewilla Sędzia: José María Sánchez Martínez |

| Liga Mistrzów 9 grudnia 2020 | Real Madryt                    | 2:0 | Borussia Mönchengladbach |                                                       |
| 21:00                        | K. Benzema 9' · K. Benzema 32' |     |                          | Estadio Alfredo Di Stéfano, Madryt Sędzia: Kuipers B. |

| La Liga 1312 grudnia 2020 | Real Madryt                         | 2:0 | Atlético Madryt |                                                        |
| 21:00                     | Casemiro 15' · Jan Oblak 63' (sam.) |     |                 | Estadio Alfredo Di Stéfano, Madryt Sędzia: Mateu Lahoz |

| La Liga 1915 grudnia 2020 | Real Madryt                                     | 3:1 | Athletic Bilbao |                                                              |
| 22:00                     | Kroos 45+1' · K. Benzema 74' · K. Benzema 90+2' |     | A. Capa 52'     | Estadio Alfredo Di Stéfano, Madryt Sędzia: Jesús Gil Manzano |
| 22:00                     | 13' R. Garcia                                   |     |                 | Estadio Alfredo Di Stéfano, Madryt Sędzia: Jesús Gil Manzano |

| La Liga 1420 grudnia 2020 | SD Eibar      | 1:3 | Real Madryt                                      |                                                            |
| 21:00                     | K. García 28' |     | K. Benzema 6' · L. Modric 13' · L. Vázquez 90+2' | Estadio de Ipurua, Eibar Sędzia: José Luis Munuera Montero |

| La Liga 1523 grudnia 2020 | Real Madryt                     | 2:0 | Granada CF |                                                                  |
| 19:45                     | Casemiro 57' · K. Benzema 90+3' |     |            | Estadio Alfredo Di Stéfano, Madryt Sędzia: Juan Martínez Munuera |

| La Liga 1630 grudnia 2020 | Elche CF       | 1:1 | Real Madryt   |                                                                      |
| 21:30                     | 52' (k.) Fidel |     | 20' L. Modric | Estadio Manuel Martínez Valero, Elche Sędzia: Jorge Figueroa Vázquez |

| La Liga 172 stycznia 2021 | Real Madryt                    | 2:0 | Celta Vigo |                                                                 |
| 21:00                     | L. Vázquez 6' · M. Asensio 53' |     |            | Estadio Alfredo Di Stéfano, Madryt Sędzia: De Burgos Bengoetxea |

| La Liga 189 stycznia 2021 | CA Osasuna | 0:0 | Real Madryt |                                                      |
| 21:00                     |            |     |             | Estadio El Sadar, Pampeluna Sędzia: César Soto Grado |

| Superpuchar Hiszpanii półfinał 14 stycznia 2021 | Real Madryt    | 1:2 | Athletic Bilbao                    |                                                           |
| 21:00                                           | K. Benzema 73' |     | R. Garcia 18' · R. Garcia 38' (k.) | Estadio La Rosaleda, Malaga Sędzia: Juan Martínez Munuera |

| Puchar Króla 1/16 finału 20 stycznia 2021 | CD Alcoyano                      | 2:1 (pd.) | Real Madryt    |                                                              |
| 21:00                                     | J. Solbes 80' · J. Casanova 115' |           | E. Militao 45' | Estadio El Collao, Alcoy Sędzia: José María Sánchez Martínez |

| La Liga 2023 stycznia 2021 | Deportivo Alavés | 1:4 | Real Madryt                                                      |                                                                                |
| 21:00                      | 60' Joselu       |     | Casemiro 15' · K. Benzema 41' · E. Hazard 45+1' · K. Benzema 70' | Estadio de Mendizorroza, Vitoria-Gasteiz Sędzia: Alejandro Hernández Hernández |

| La Liga 2130 stycznia 2021 | Real Madryt    | 1:2 | Levante UD                            |                                                          |
| 16:15                      | 13' M. Asensio |     | J. Luis Morales 32' · Roger Martí 78' | Estadio Alfredo Di Stéfano, Madryt Sędzia: Medié Jiménez |
| 16:15                      | 9' É. Militão  |     |                                       | Estadio Alfredo Di Stéfano, Madryt Sędzia: Medié Jiménez |

| La Liga 226 lutego 2021 | SD Huesca    | 1:2 | Real Madryt                   |                                                      |
| 16:15                   | J. Galán 48' |     | R. Varane 55' · R. Varane 84' | Estadio El Alcoraz, Huesca Sędzia: Estrada Fernández |

| La Liga 19 lutego 2021 | Real Madryt                   | 2:0 | Getafe CF |                                                                  |
| 21:00                  | K. Benzema 60' · F. Mendy 66' |     |           | Estadio Alfredo Di Stéfano, Madryt Sędzia: Javier Alberola Rojas |

| La Liga 2314 lutego 2021 | Real Madryt                   | 2:0 | Valencia CF |                                                                        |
| 16:15                    | K. Benzema 12' · T. Kroos 42' |     |             | Estadio Alfredo Di Stéfano, Madryt Sędzia: José María Sánchez Martínez |

| La Liga 2420 lutego 2021 | Real Valladolid | 0:1 | Real Madryt  |                                                                      |
| 21:00                    |                 |     | Casemiro 65' | Estadio José Zorrilla, Valladolid Sędzia: Guillermo Cuadra Fernández |

| Liga Mistrzów 1/8 finału 24 lutego 2021 | Atalanta       | 0:1 | Real Madryt  |                                                |
| 21:00                                   |                |     | F. Mendy 86' | Gewiss Stadium, Bergamo Sędzia: Tobias Stieler |
| 21:00                                   | 17' R. Freuler |     |              | Gewiss Stadium, Bergamo Sędzia: Tobias Stieler |

| La Liga 251 marca 2021 | Real Madryt         | 1:1 | Real Sociedad |                                                              |
| 21:00                  | Vinícius Junior 89' |     | Portu 55'     | Estadio Alfredo Di Stéfano, Madryt Sędzia: Jesús Gil Manzano |

| La Liga 267 marca 2021 | Atlético Madryt | 1:1 | Real Madryt   |                                                                   |
| 16:15                  | L. Suárez 15'   |     | K. Benzma 88' | Wanda Metropolitano, Madryt Sędzia: Alejandro Hernández Hernández |

| La Liga 2713 marca 2021 | Real Madryt                       | 2:1 | Elche CF     |                                                                   |
| 16:15                   | K. Benzema 73' · K. Benzema 90+1' |     | D. Calvo 61' | Estadio Alfredo Di Stéfano, Madryt Sędzia: Jorge Figueroa Vázquez |

| Liga Mistrzów 1/8 finału 16 marca 2021 | Real Madryt                                    | 3:1 | Atalanta      |                                                           |
| 21:00                                  | 34' K. Benzema · 60' S. Ramos · 84' M. Asensio |     | 83' L. Muriel | Estadio Alfredo Di Stéfano, Madryt Sędzia: Danny Makkelie |

| La Liga 2820 marca 2021 | Celta Vigo | 1:3 | Real Madryt                                        |                                                   |
| 16:15                   | 40' S.Mina |     | 20' K. Benzmea · 30' K. Benzema · 90+4' M. Asensio | Estadio Balaídos, Vigo Sędzia: Mario Melero López |

| La Liga 293 kwietnia 2021 | Real Madryt                     | 2:0 | SD Eibar |                                                                          |
| 16:15                     | M. Asensio 41' · K. Benzema 73' |     |          | Estadio Alfredo Di Stéfano, Madryt Sędzia: Isidro Díaz de Mera Escuderos |

| Liga Mistrzów 1/4 finału 6 kwietnia 2021 | Real Madryt                                                | 3:1 | Liverpool    |                                                            |
| 21:00                                    | Vinicius Junior 27' · M. Asensio 36' · Vinicius Junior 65' |     | M. Salah 51' | Estadio Alfredo Di Stéfano, Madryt Sędzia: Dr. Felix Brych |

| La Liga 3010 kwietnia 2021 | Real Madryt                | 2:1 | FC Barcelona    |                                                              |
| 21:00                      | Benzema 13' · T. Kroos 28' |     | Ó. Mingueza 60' | Estadio Alfredo Di Stéfano, Madryt Sędzia: Jesús Gil Manzano |
| 21:00                      | 90' Casemiro               |     |                 | Estadio Alfredo Di Stéfano, Madryt Sędzia: Jesús Gil Manzano |

| Liga Mistrzów 1/4 finału 14 kwietnia 2021 | Liverpool | 0:0 | Real Madryt |                                          |
| 21:00                                     |           |     |             | Anfield, Liverpool Sędzia: Björn Kuipers |

| La Liga 3318 kwietnia 2021 | Getafe CF | 0:0 | Real Madryt |                                                                    |
| 21:00                      |           |     |             | Coliseum Alfonso Pérez, Getafe Sędzia: José María Sánchez Martínez |

| La Liga 3121 kwietnia 2021 | Cádiz CF | 0:3 | Real Madryt                                             |                                                       |
| 22:00                      |          |     | K. Benzema 30' (k.) · A. Odriozola 33' · K. Benzema 40' | Estadio Ramón de Carranza, Kadyks Sędzia: Mateu Lahoz |

| La Liga 3224 kwietnia 2021 | Real Madryt | 0:0 | Real Betis |                                                              |
| 21:00                      |             |     |            | Estadio Alfredo Di Stéfano, Madryt Sędzia: Estrada Fernández |

| Liga Mistrzów 1/2 finału 27 kwietnia 2021 | Real Madryt    | 1:1 | Chelsea        |                                                           |
| 21:00                                     | K. Benzema 29' |     | C. Pulisic 14' | Estadio Alfredo Di Stéfano, Madryt Sędzia: Danny Makkelie |

| La Liga 341 maja 2021 | Real Madryt                   | 2:0 | CA Osasuna |                                                                       |
| 21:00                 | É. Militão 76' · Casemiro 80' |     |            | Estadio Alfredo Di Stéfano, Madryt Sędzia: Guillermo Cuadra Fernández |

| Liga Mistrzów 1/2 finału 5 maja 2021 | Chelsea                      | 2:0 | Real Madryt |                                                |
| 21:00                                | T. Werner 28' · M. Mount 85' |     |             | Stamford Bridge, Londyn Sędzia: Daniele Orsato |

| La Liga 359 maja 2021 | Real Madryt                      | 2:2 | Sevilla FC                         |                                                                  |
| 21:00                 | M. Asensio 67' · E. Hazard 90+4' |     | Fernando 22' · I. Rakitic 78' (k.) | Estadio Alfredo Di Stéfano, Madryt Sędzia: Juan Martínez Munuera |

| La Liga 3613 maja 2021 | Granada CF    | 1:4 | Real Madryt                                                       |                                                               |
| 22:00                  | J. Molina 71' |     | 17' L. Modric · 45+1' Rodrygo · 75' Á. Odriozola · 76' K. Benzema | Estadio Nuevo Los Cármenes, Grenada Sędzia: Jesús Gil Manzano |

| La Liga 3716 maja 2021 | Athletic Bilbao | 0:1 | Real Madryt |                                       |
| 18:30                  |                 |     | 68' Nacho   | San Mamés, Bilbao Sędzia: Mateu Lahoz |
| 18:30                  | 89' R. García   |     |             | San Mamés, Bilbao Sędzia: Mateu Lahoz |

| La Liga 3822 maja 2021 | Real Madryt                      | 2:1 | Villarreal CF |                                                                      |
| 18:00                  | K. Benzema 87' · L. Modric 90+2' |     | Y. Pino 20'   | Estadio Alfredo Di Stéfano, Madryt Sędzia: José Luis Munuera Montero |

## Bilans meczów oficjalnych
| Rozgrywki             | Mecze | Wygrane | Remisy | Przegrane | Bramki strzelone | Bramki stracone |
| --------------------- | ----- | ------- | ------ | --------- | ---------------- | --------------- |
| Primera División      | 38    | 25      | 9      | 4         | 67               | 28              |
| Copa del Rey          | 1     | 0       | 0      | 1         | 1                | 2               |
| Liga Mistrzów UEFA    | 12    | 6       | 3      | 3         | 19               | 14              |
| Superpuchar Hiszpanii | 1     | 0       | 0      | 1         | 1                | 2               |
| Suma                  | 52    | 31      | 12     | 9         | 107              | 46              |

Źródło:

## Tabele

### Primera División
| Lp. | Drużyna             | M  | Z  | R  | P  | Bramki | Bramki | Różn. | Pkt | Uwagi                                         |
| --- | ------------------- | -- | -- | -- | -- | ------ | ------ | ----- | --- | --------------------------------------------- |
| 1   | Atlético Madryt (M) | 38 | 26 | 8  | 4  | 67     | 25     | +42   | 86  | Liga Mistrzów UEFA • Faza grupowa             |
| 2   | Real Madryt         | 38 | 25 | 9  | 4  | 67     | 28     | +39   | 84  | Liga Mistrzów UEFA • Faza grupowa             |
| 3   | FC Barcelona        | 38 | 24 | 7  | 7  | 85     | 38     | +47   | 79  | Liga Mistrzów UEFA • Faza grupowa             |
| 4   | Sevilla FC          | 38 | 24 | 5  | 9  | 53     | 33     | +20   | 77  | Liga Mistrzów UEFA • Faza grupowa             |
| 5   | Real Sociedad       | 38 | 17 | 11 | 10 | 59     | 38     | +21   | 62  | Liga Europy UEFA • Faza grupowa               |
| 6   | Real Betis          | 38 | 17 | 10 | 11 | 50     | 50     | 0     | 61  | Liga Europy UEFA • Faza grupowa               |
| 7   | Villarreal CF       | 38 | 15 | 13 | 10 | 60     | 44     | +16   | 58  | Liga Konferencji Europy UEFA • Runda play-off |
| 8   | Celta Vigo          | 38 | 14 | 11 | 13 | 55     | 57     | −2    | 53  |                                               |
| 9   | Granada CF          | 38 | 13 | 7  | 18 | 47     | 65     | −18   | 46  |                                               |
| 10  | Athletic Bilbao     | 38 | 11 | 13 | 14 | 46     | 42     | +4    | 46  |                                               |
| 11  | CA Osasuna          | 38 | 11 | 11 | 16 | 37     | 48     | −11   | 44  |                                               |
| 12  | Cádiz CF            | 38 | 11 | 11 | 16 | 36     | 58     | −22   | 44  |                                               |
| 13  | Valencia CF         | 38 | 10 | 13 | 15 | 50     | 53     | −3    | 43  |                                               |
| 14  | Levante UD          | 38 | 9  | 14 | 15 | 46     | 57     | −11   | 41  |                                               |
| 15  | Getafe CF           | 38 | 9  | 11 | 18 | 28     | 43     | −15   | 38  |                                               |
| 16  | Deportivo Alavés    | 38 | 9  | 11 | 18 | 36     | 57     | −21   | 38  |                                               |
| 17  | Elche CF            | 38 | 8  | 12 | 18 | 34     | 55     | −21   | 36  |                                               |
| 18  | SD Huesca (S)       | 38 | 7  | 13 | 18 | 34     | 53     | −19   | 34  | Spadek do Segunda División                    |
| 19  | Real Valladolid (S) | 38 | 5  | 16 | 17 | 34     | 57     | −23   | 31  | Spadek do Segunda División                    |
| 20  | SD Eibar (S)        | 38 | 6  | 12 | 20 | 29     | 52     | −23   | 30  | Spadek do Segunda División                    |

### Copa del Rey

#### 1/16 Finału
| 1 20 stycznia 2021 21:00 | CD Alcoyano · J. Solbes 80' · J. Casanova 115' | 2-1(dogr.)0-1 | Real Madrid · E. Militao 45' | El Collao, Alcoy Widzów: - Sędzia: José María Sánchez Martínez |
|                          |                                                |               |                              |                                                                |

### Liga Mistrzów UEFA

#### Grupa B
| Lp. | Drużyna                      | M | Z | R | P | Bramki | Bramki | +/– | Pkt |
| --- | ---------------------------- | - | - | - | - | ------ | ------ | --- | --- |
| 1   | Real Madryt (A)              | 6 | 3 | 1 | 2 | 11     | 9      | +2  | 10  |
| 2   | Borussia Mönchengladbach (A) | 6 | 2 | 2 | 2 | 16     | 9      | +7  | 8   |
| 3   | Szachtar Donieck (LE)        | 6 | 2 | 2 | 2 | 5      | 12     | −7  | 8   |
| 4   | Inter Mediolan               | 6 | 1 | 3 | 2 | 7      | 9      | −2  | 6   |

|                          | RMA | SZA | INT | MGL |
| ------------------------ | --- | --- | --- | --- |
| Real Madryt              | –   | 2:3 | 3:2 | 2:0 |
| Szachtar Donieck         | 2:0 | –   | 0:0 | 0:6 |
| Inter Mediolan           | 0:2 | 0:0 | –   | 2:2 |
| Borussia Mönchengladbach | 2:2 | 4:0 | 2:3 | –   |

#### Faza pucharowa

##### 1/8 finału
| Drużyna 1                            | Wynik dwumeczu | Drużyna 2   | Pierwszy mecz | Drugi mecz |
| ------------------------------------ | -------------- | ----------- | ------------- | ---------- |
| Atalanta                             | 1-4            | Real Madryt | 0-1           | 1-3        |
| Po lewej gospodarz pierwszego meczu. |                |             |               |            |

Pierwszy mecz
| 24 lutego 2021 | Atalanta | 0:1   | Real Madryt |                                                                          |
| 21:00 CET      |          | (0:0) | 86' Mendy   | Stadio Atleti Azzurri d’Italia, Bergamo Widzów: 0 Sędzia: Tobias Stieler |

Rewanż
| 16 marca 2021 | Real Madryt                                | 3:1   | Atalanta   |                                                                         |
| 21:00 CET     | Benzema 34' · Ramos 60' (k.) · Asensio 85' | (1:0) | 83' Muriel | Estadio Alfredo Di Stéfano, Valdebebas Widzów: 0 Sędzia: Danny Makkelie |

##### 1/4 finału
| Drużyna 1                            | Wynik dwumeczu | Drużyna 2 | Pierwszy mecz | Drugi mecz |
| ------------------------------------ | -------------- | --------- | ------------- | ---------- |
| Real Madryt                          | 3-1            | Liverpool | 3-1           | 0-0        |
| Po lewej gospodarz pierwszego meczu. |                |           |               |            |

Pierwszy mecz
| 6 kwietnia 2021 | Real Madryt                   | 3:1   | Liverpool |                                                                      |
| 21:00 CET       | Júnior 27', 65' · Asensio 36' | (2:0) | 51' Salah | Estadio Alfredo Di Stéfano, Valdebebas Widzów: 0 Sędzia: Felix Brych |

Rewanż
| 14 kwietnia 2021 | Liverpool | 0:0 | Real Madryt |                                                    |
| 21:00 CET        |           |     |             | Anfield, Liverpool Widzów: 0 Sędzia: Björn Kuipers |

#### 1/2 finału
| Drużyna 1                            | Wynik dwumeczu | Drużyna 2 | Pierwszy mecz | Drugi mecz |
| ------------------------------------ | -------------- | --------- | ------------- | ---------- |
| Real Madryt                          | 1-3            | Chelsea   | 1-1           | 0-2        |
| Po lewej gospodarz pierwszego meczu. |                |           |               |            |

Pierwszy mecz
| 27 kwietnia 2021 | Real Madryt | 1:1   | Chelsea     |                                                                         |
| 21:00 CET        | Benzema 29' | (1:1) | 14' Pulisic | Estadio Alfredo Di Stéfano, Valdebebas Widzów: 0 Sędzia: Danny Makkelie |

Rewanż
| 5 maja 2021 | Chelsea                | 2:0   | Real Madryt |                                                          |
| 21:00 CET   | Werner 28' · Mount 85' | (1:0) |             | Stamford Bridge, Londyn Widzów: 0 Sędzia: Daniele Orsato |